# Grundarfjarðarbær
Zasugerowano, aby zintegrować ten artykuł z artykułem  Grundarfjörður. Nie opisano powodu propozycji integracji.
Grundarfjarðarbær – gmina w zachodniej Islandii, w środkowej części półwyspu Snæfellsnes, na jego północnym wybrzeżu. Obejmuje tereny nad zatokami Grundarfjörður i Kolgrafafjörður. Na początku 2018 roku gminę zamieszkiwało 877 osób, z tego zdecydowana większość w głównej miejscowości gminy Grundarfjörður (834 mieszk.).
Na terenie gminy znajduje się charakterystyczna góra Kirkjufell. Przez gminę przebiega droga nr 54 w kierunku Ólafsvík.

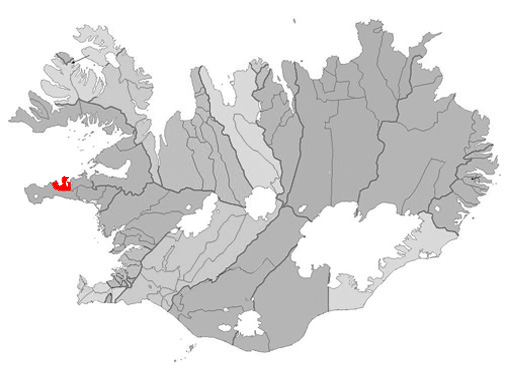
Położenie gminy Grundarfjarðarbær na mapie administracyjnej kraju